# ایستگاه خیابان کنن
ایستگاه خیابان کنن (انگلیسی: Cannon Street station) یکی از ایستگاه‌های راه‌آهن اصلی در شهر لندن است که به متروی لندن نیز متصل می‌باشد.
این ایستگاه راه‌آهن که در سال ۱۸۶۶ تأسیس شده در خیابان کنن قرار دارد و جزئی از خط اصلی جنوب شرقی راه‌آهن انگلستان است. همچنین ایستگاه متروی خیابان کنن نیز در سال ۱۸۴۴ راه‌اندازی شده به خط سیرکل و خط ناحیه متروی لندن متصل می‌باشد.

## نگارخانه

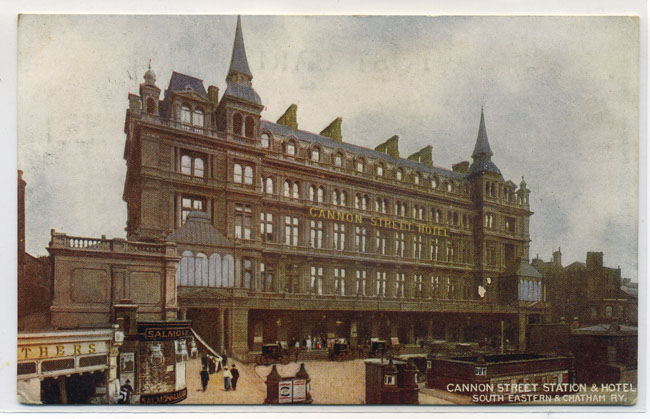
ساختمان قدیمی در سال ۱۹۱۰
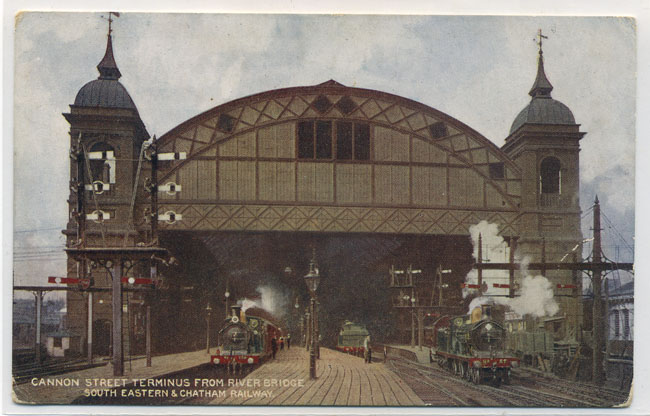
ساختمان قدیمی در سال ۱۹۱۰
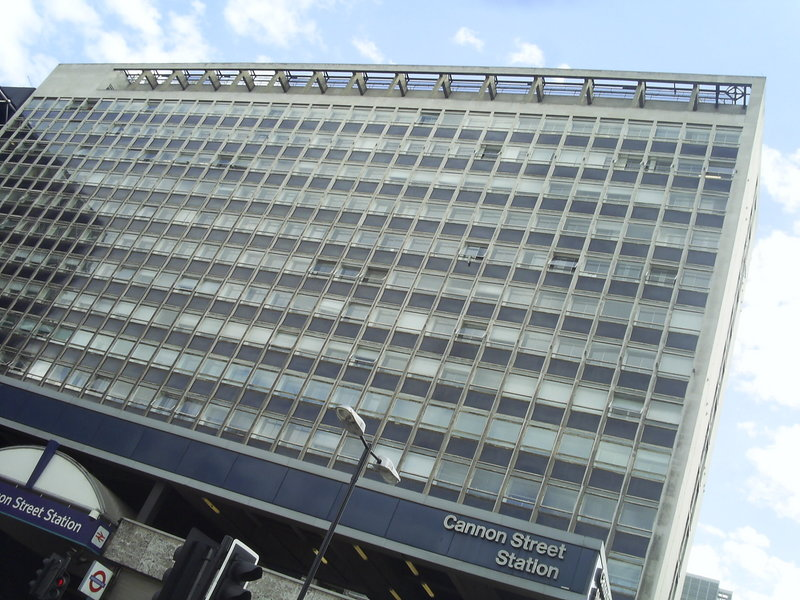
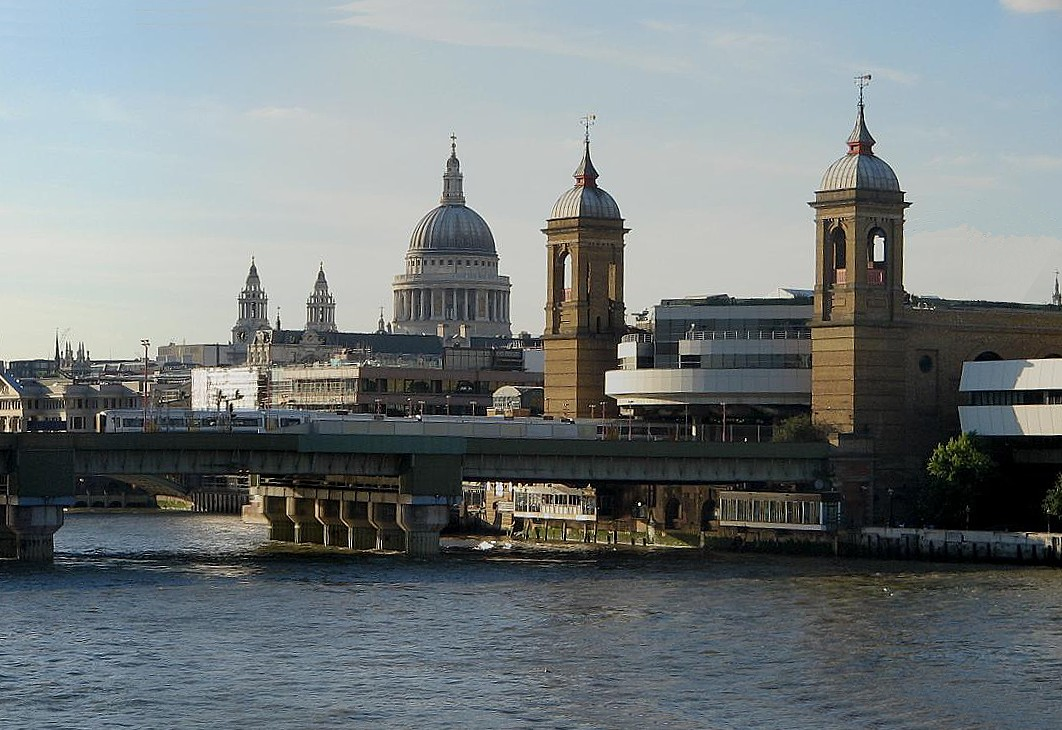
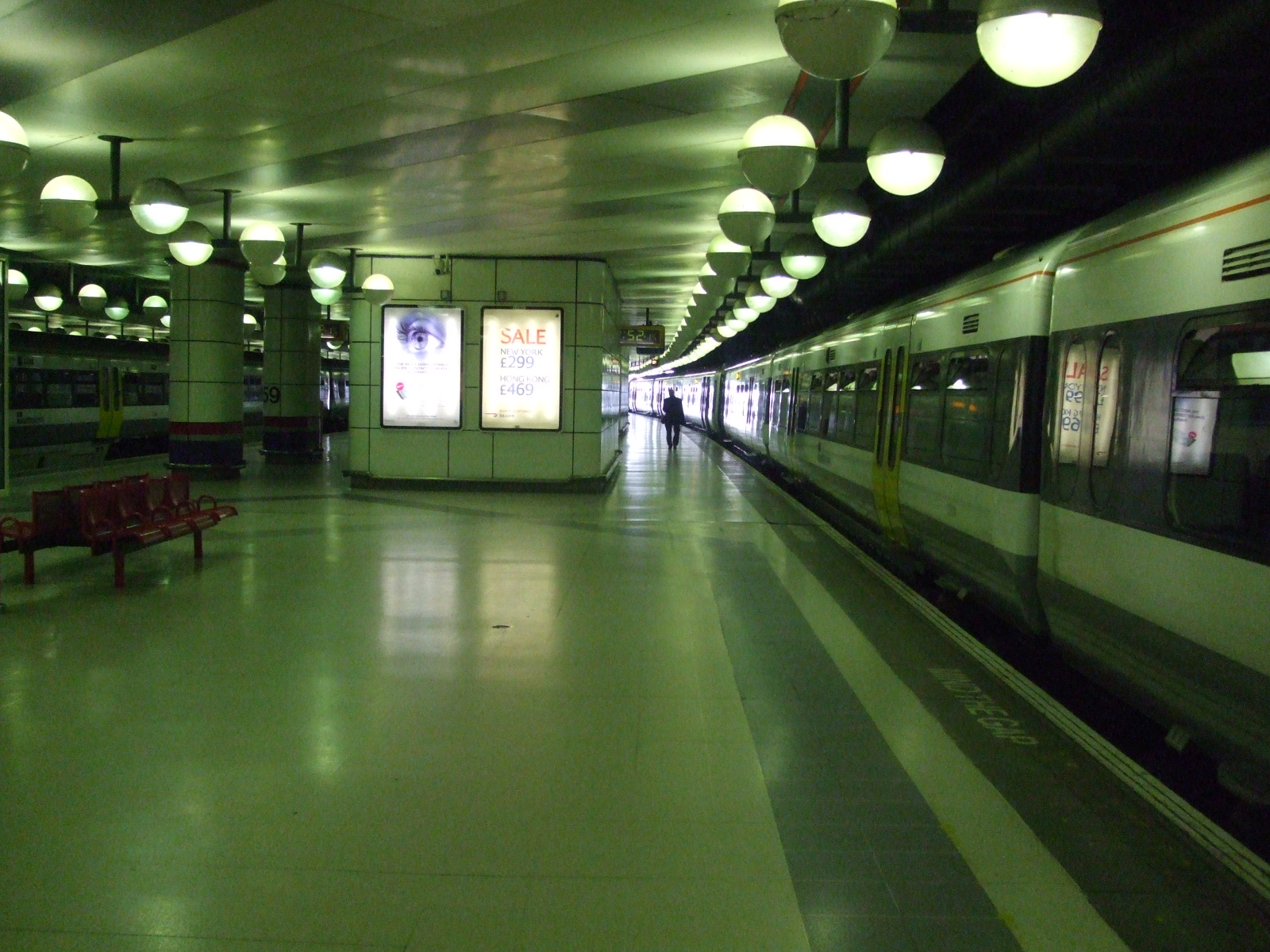
سکو ایستگاه راه‌آهن
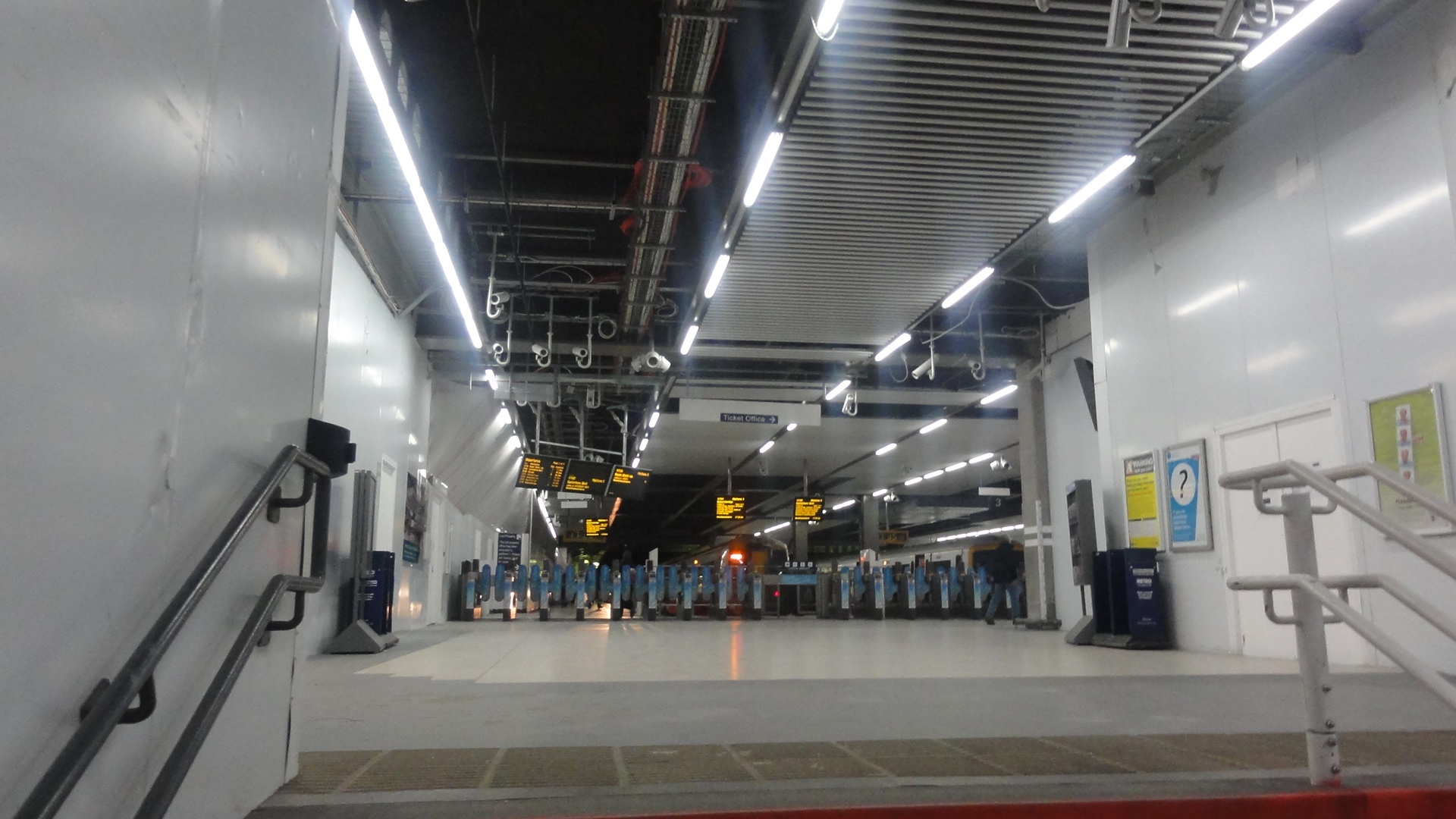
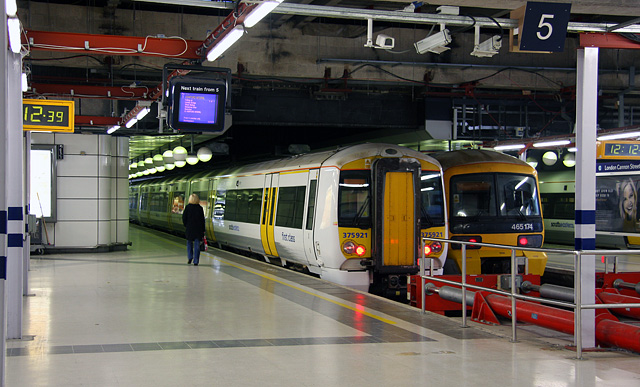
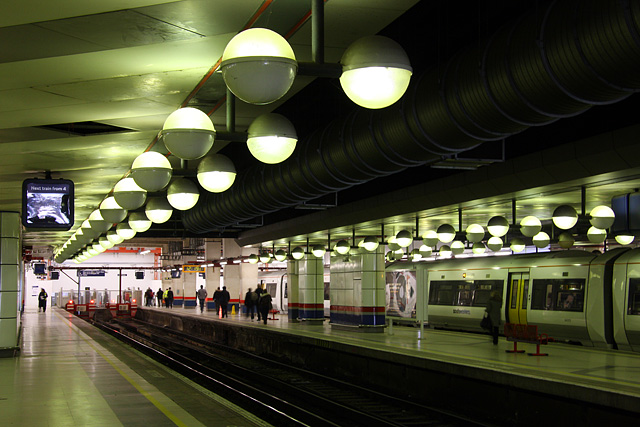
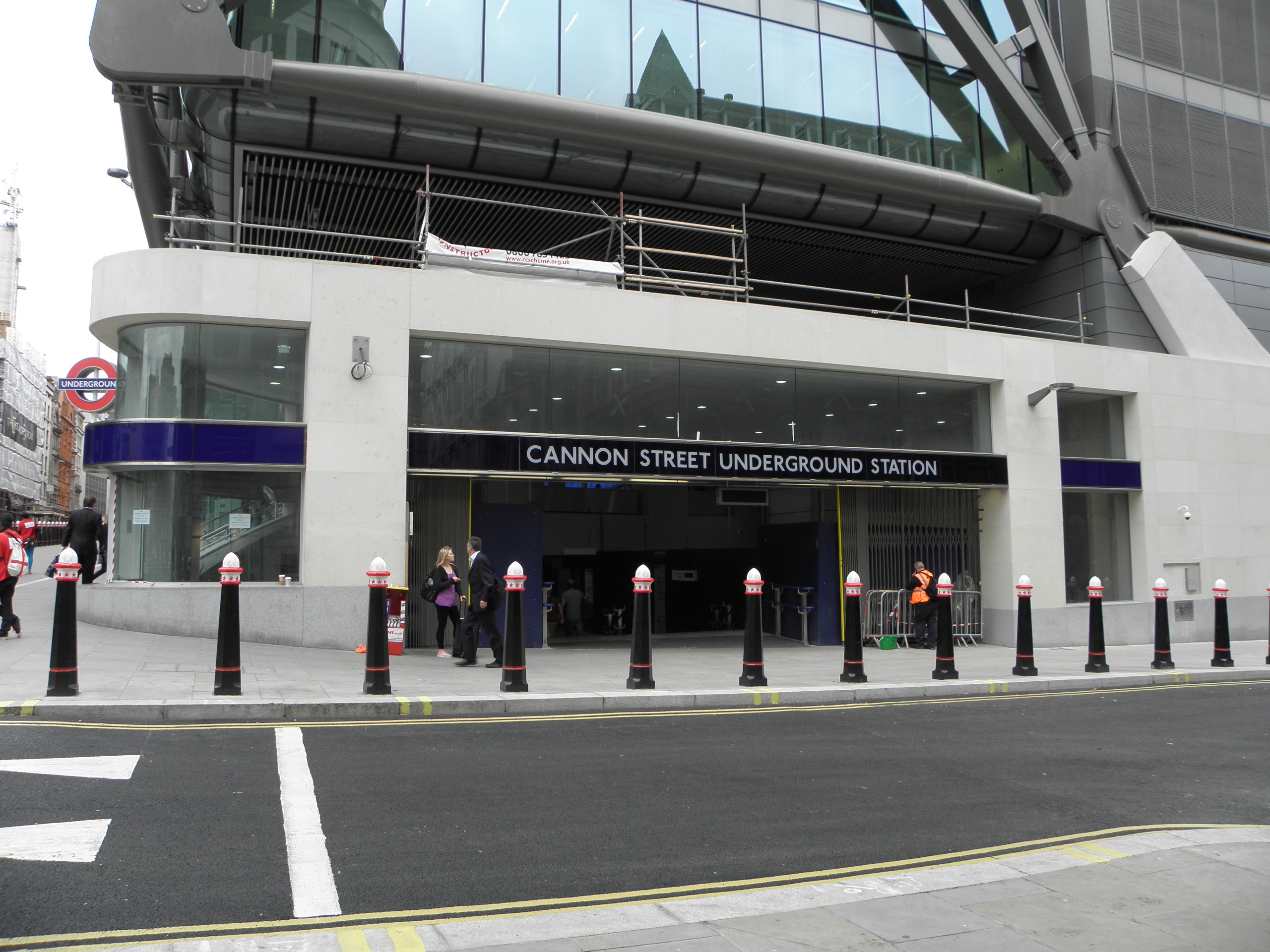
ورودی ایستگاه مترو
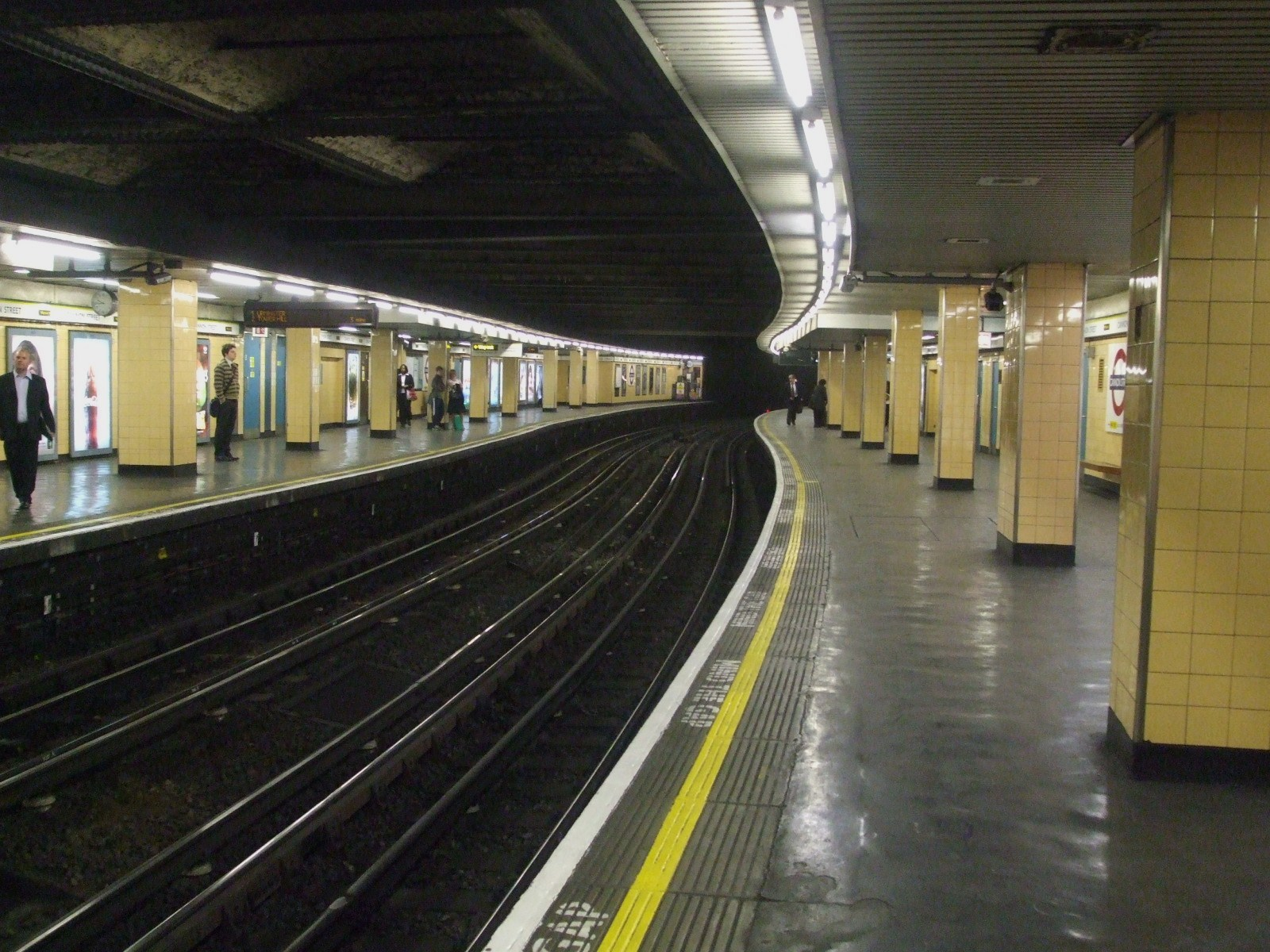
سکو ایستگاه مترو
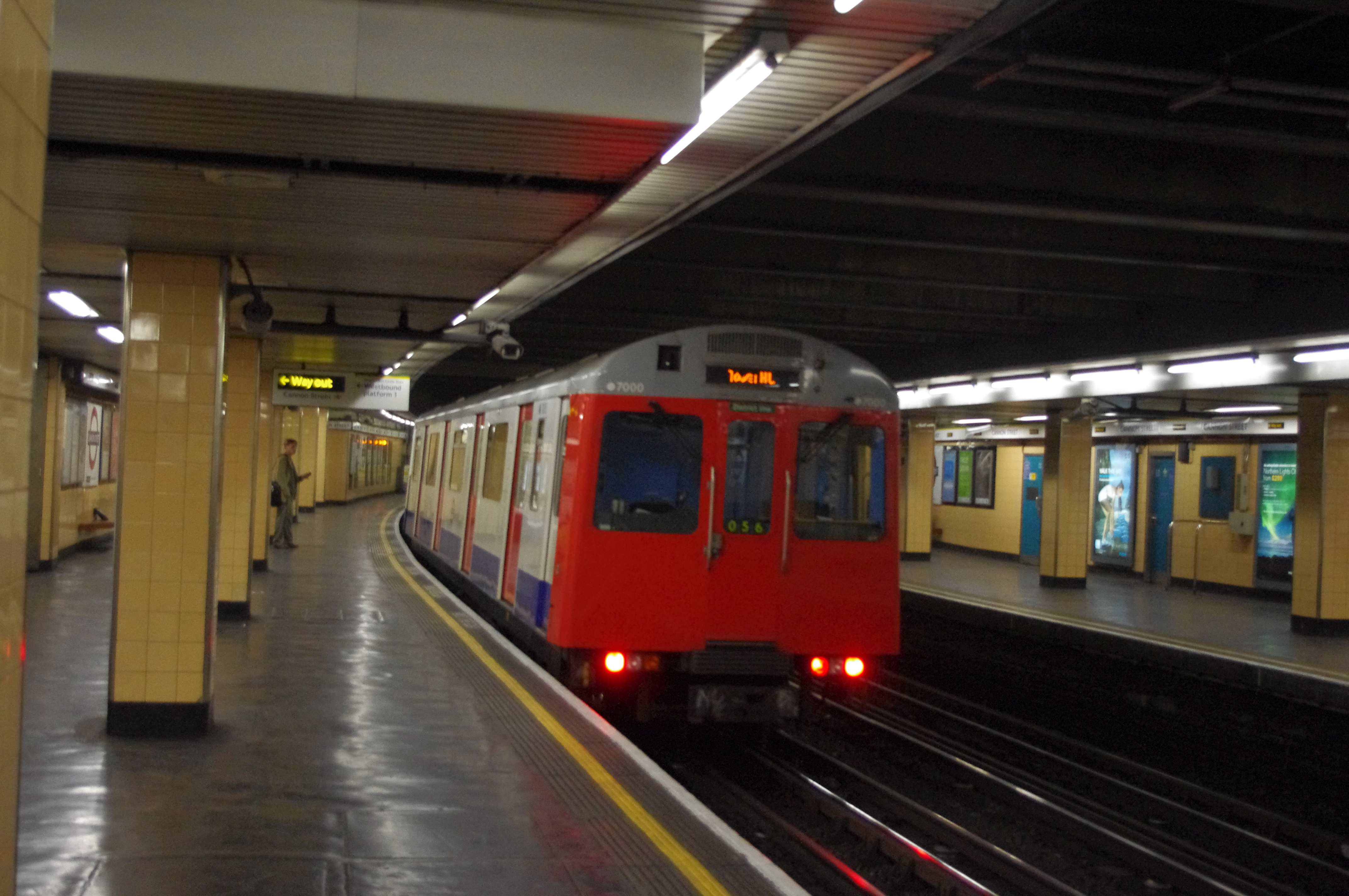
سکو ایستگاه مترو